# 穆尔塔拉·拉马特·穆罕默德

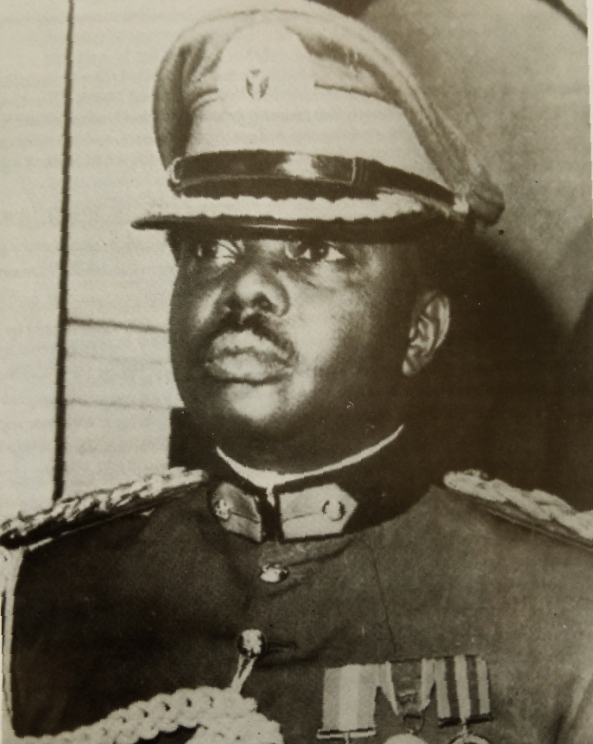
穆尔塔拉·拉马特·穆罕默德

穆尔塔拉·拉马特·穆罕默德（Murtala Ramat Mohammed，1938年11月8日—1976年2月13日），在1975年至1976年曾担任尼日利亚总统。

## 行伍生涯
穆罕默德于1958年参军。他毕业于英国著名的桑赫斯特皇家军事学院。在1962年，他曾以中尉身份参与了联合国在民主刚果的维和行动。在此之后他任职于尼军事通讯部门。
穆罕默德出生尼日利亚豪门大族。他的舅舅瓦德（Alhaji Inua Wade）于1965年成为尼日利亚国防部长。穆罕默德积极参与了反对在1966年1月15日依靠军事政变上台的埃恩希（Johnson Aguiyi-Ironsi）军政府的行动，并于1966年7月29日的军事政变中成功将其推翻。该事件的政治背景其实是穆罕默德属于的尼日利亚北方部族和埃恩希所代表的南方部族彼此之间长久的冲突和矛盾。 在这次政变中，穆罕默德率部占领了拉各斯机场，为政变成功作出了宝贵贡献。他原本打算将此次政变看作使信仰伊斯兰教的尼日利亚北方脱离信仰基督教的南方的一个契机，然而不久之后就放弃了这种想法。这次政变的最终结果是成立了由葛文将军（General Yakubu Gowon）领导的新的军政府。
在比亚夫拉战争中，穆罕默德被任命为第二步兵师的师长。1968年他被擢升为上校。

## 成为总统
1975年7月29日，就在上一次政变的同一天，穆罕默德趁葛文总统前往坎帕拉参加非洲统一组织峰会之机推翻了葛文将军政府，自命为总统和最高军事领导人，并开始着手政治民主化改革。经过他的行政区划改革，尼日利亚的省由12个增加到19个。
1976年2月13日，在他获取最高权力仅仅6个多月之后，穆罕默德在一次失败的政变行动中受了致命伤。起义者占领了电台，但很快就承认了失败。他的副手奥卢塞贡·奥巴桑乔在政变第二天成为他的继任者。1979年，按照穆罕默德原先的计划，权力被移交给民选政府。穆罕默德施政期间的一个重大举措是将首都从拉各斯迁到了阿布贾。
由于他提出的改革方案在他死后取得了很大的成功，令尼日利亚经济依靠石油收入的增长得以振兴，所以即使在他死后相当长一段时间，穆罕默德依然十分受到人民的爱戴。